# Małgorzata Ławrowska-von Thadden

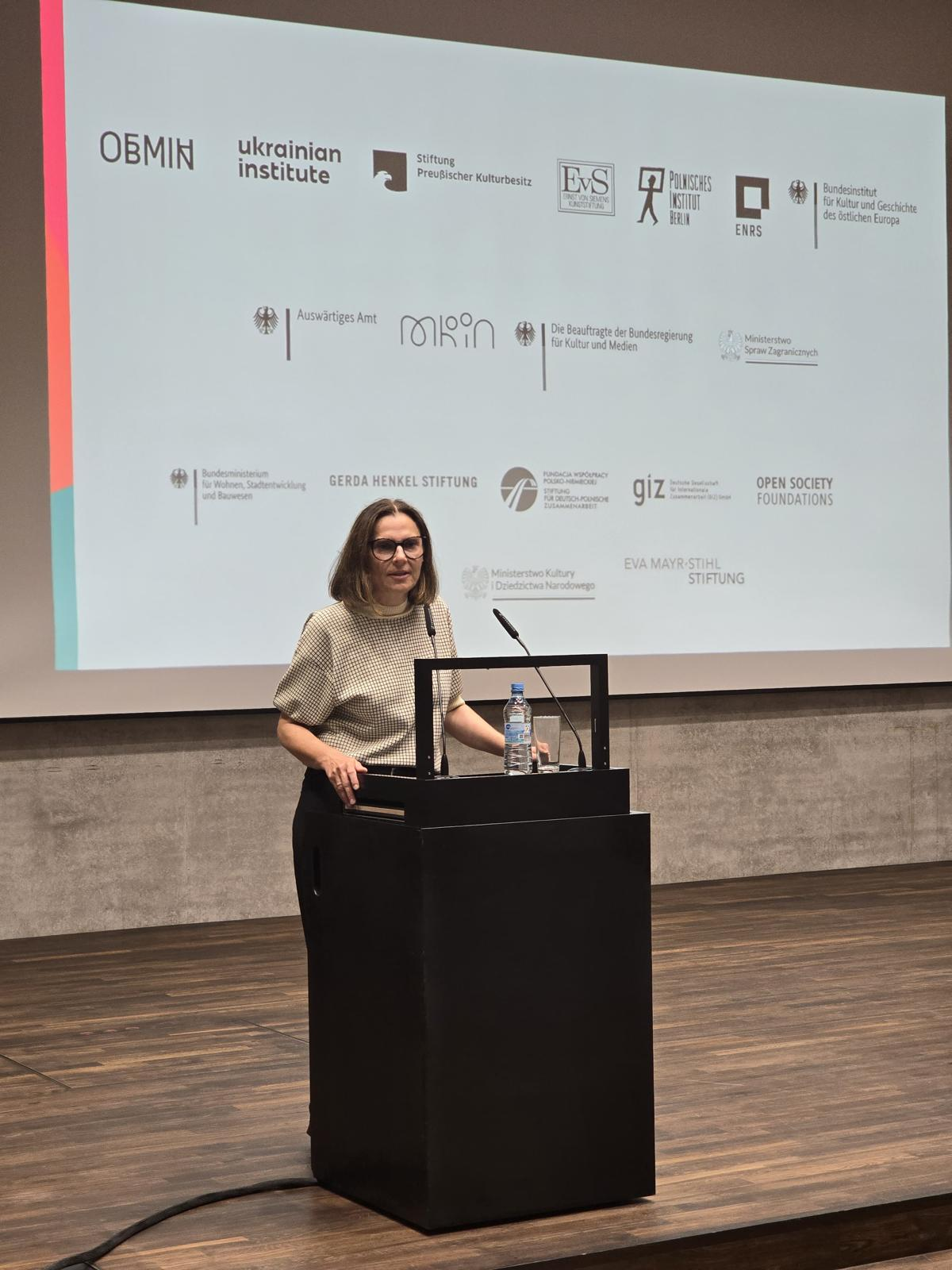
Małgorzata Ławrowska–von Thadden

Małgorzata Ławrowska-von Thadden (* 1968 in Warschau) gründete 2022 die Stiftung OBMIN (Ukrainisch für ‚Austausch‘) zur Unterstützung und Vernetzung ukrainischer Museen.
OBMIN ist inzwischen die größte Plattform ukrainischer Museen geworden. Zur Arbeit von OBMIN gab Ławrowska-von Thadden 2023 für die Zeitung Polityka ein Interview. Am 28./29. Mai 2024 organisierte OBMIN mit einem breiten Netzwerk von Partnern und Förderern sowie unter der Schirmherrschaft der Regierungen der Ukraine, Polens und Deutschlands eine Konferenz in der James-Simon-Galerie auf der Museumsinsel (Berlin) mit hundert ukrainischen Museen und einer ebenso großen Anzahl von Vertretern von Regierungen und Partnerorganisationen außerhalb der Ukraine unter dem Titel „From Crisis to Future: New Responsibilities for Museums in Ukraine“. Dies war das größte Treffen ukrainischer Museen seit dem Beginn des russischen Überfalls auf die Ukraine 2014. Ziel der Konferenz ist es u. a., zehn konkrete Forderungen ukrainischer Museen zum Wiederaufbau der Ukraine und der Rolle der Museen vorzustellen, die danach den Regierungen auf der Ukraine Recovery Conference (URC2024) am 11./12. Juni 2024 ebenfalls in Berlin vorgestellt werden.
Von 2015 bis 2023 war sie Vorstandsmitglied und Vizedirektorin des Museums für Moderne Kunst Muzeum Sztuki Nowoczesnej w Warszawie in Warschau, zuständig für Strategie, Personal und Verwaltung. 2014 und 2015 war sie Sprecherin des Sejm-Marschalls (polnischer Parlamentspräsident) und jetzigen polnischen Außenministers Radosław Sikorski.
2013 arbeitete sie als Expertin im polnischen Center for Eastern Studies. Von Anfang 2011 bis Ende 2013 war sie Mitglied des Vorstandes und Co-Geschäftsführerin der Stiftung für deutsch-polnische Zusammenarbeit (SdpZ) in Warschau und Berlin. Von 2007 bis Anfang 2011 war sie als Botschaftsrätin Leiterin der Kulturabteilung der polnischen Botschaft in Berlin.
Davor war sie u. a. von 1993 bis 1998 im Aufbauteam des Deutsch-Polnischen Jugendwerkes in Potsdam. 
Sie studierte Geschichte und Kunstgeschichte an der Universität Warschau und schloss ihr Studium mit einem Master ab. Als Studentin engagierte sie sich im antikommunistischen Untergrund-Studentenverband Unabhängiger Studentenverband (Niezależne Zrzeszenie Studentów / NZS) als Stellvertretende Leiterin des Büros für internationale Beziehungen. 
Seit 2016 ist sie mit Johannes von Thadden verheiratet.